# Генерал-полковник интендантской службы
Генерал-полковник интендантской службы — воинское звание высшего офицерского состава интендантской службы в Вооружённых Силах СССР, в период 1940 — 1984 годов.

## История
Установлено Указами Президиума Верховного Совета СССР от 7 мая 1940 года «Об установлении воинских званий высшего командного состава Красной Армии» (в Красной Армии) и «Об установлении воинских званий высшего командного состава Военно-Морского Флота» (в ВМФ СССР).
Исключено Указом Президиума Верховного Совета СССР от 26 апреля 1984 г. № 89-XI «О воинских званиях офицерского состава Вооруженных Сил СССР», из перечня воинских званий в ВС Союза ССР.

## Список генерал-полковников интендантской службы
В скобках после имени указан год присвоения воинского звания:
1. Драчев Павел Иванович (11.05.1944)
2. Дутов Владимир Николаевич (27.04.1962)[1]
3. Савоненков Григорий Михайлович (07.05.1966)
4. Хрулев Андрей Васильевич (17.11.1942[2])
5. Шебунин Александр Иванович (19.04.1945)